# Reforma uwłaszczeniowa Aleksandra II

Wyzwolenie chłopów, obraz Borisa Kustodijewa przedstawiający publiczne odczytanie manifestu uwłaszczeniowego Aleksandra II

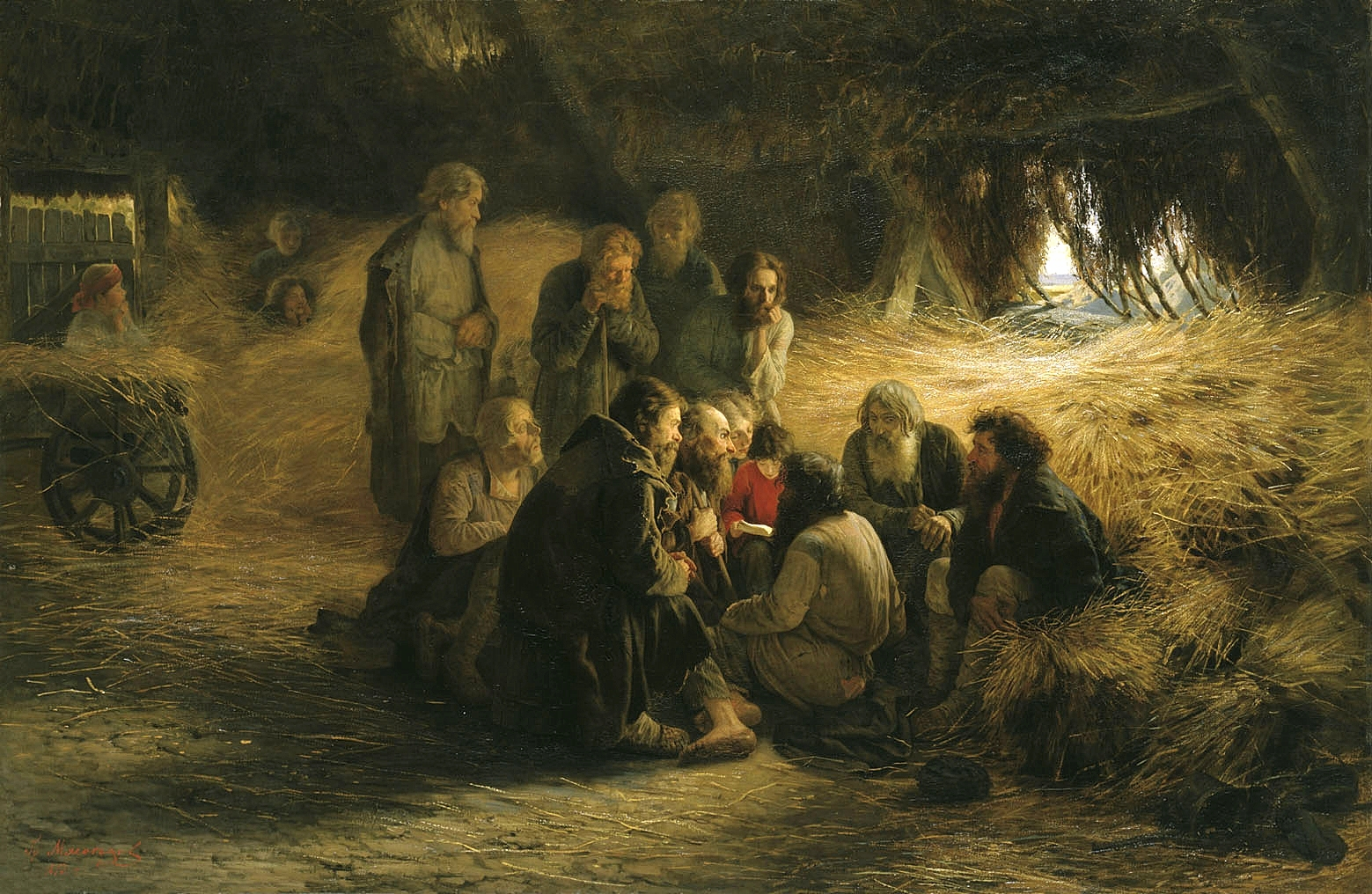
Obraz Grigorija Miasojedowa: Czytanie manifestu 19 lutego 1861 roku reformy uwłaszczeniowej Aleksandra II

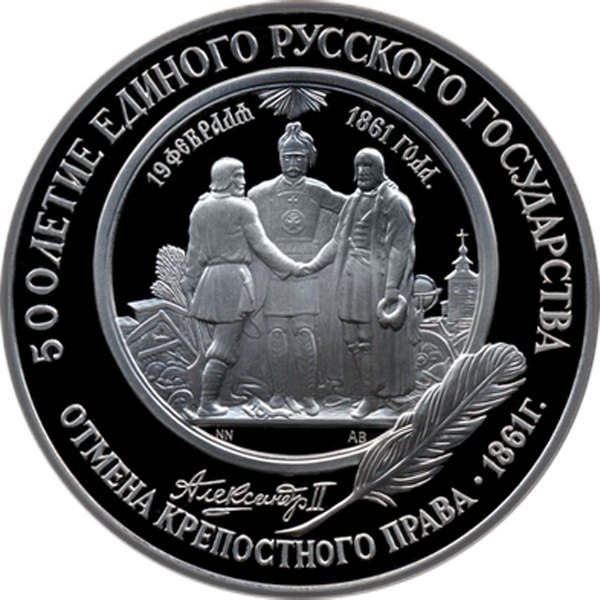
Moneta wybita z okazji 130 rocznicy reformy uwłaszczeniowej Aleksandra II

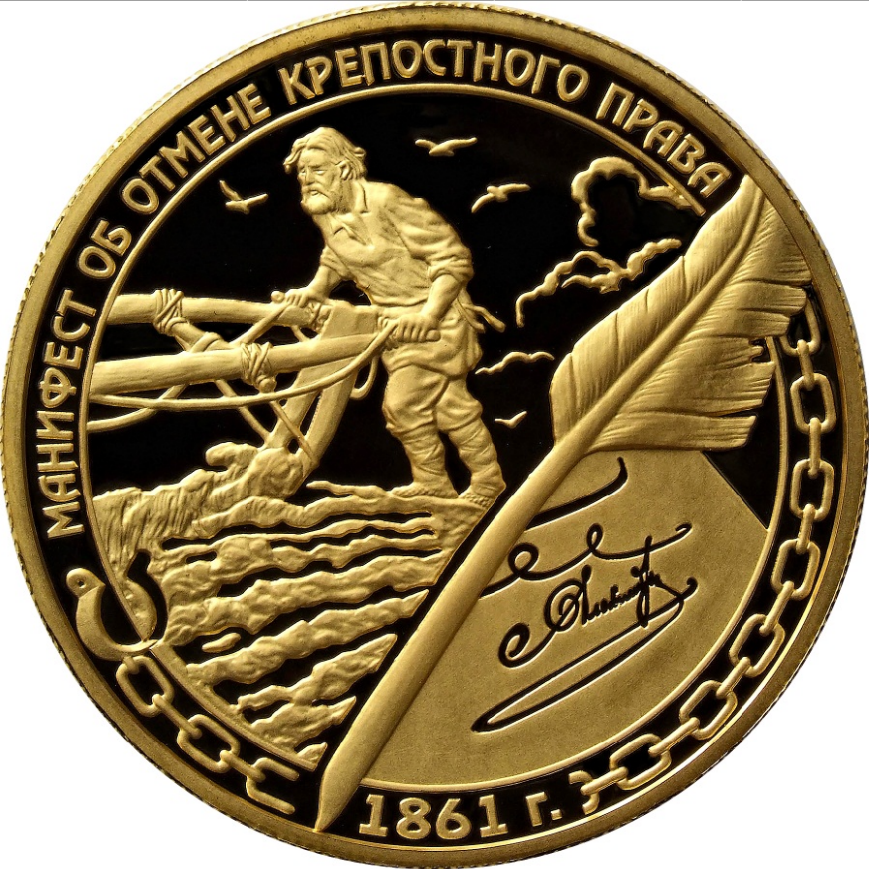
Moneta wybita z okazji 150 rocznicy reformy uwłaszczeniowej Aleksandra II

Reforma uwłaszczeniowa Aleksandra II – jedna z wielkich reform przeprowadzonych w Imperium Rosyjskim przez cara Aleksandra II, która znosiła w rosyjskich guberniach poddaństwo chłopów. Weszła w życie w 1861 r., po kilkuletnich przygotowaniach. Na jej mocy 22 558 748 chłopów rosyjskich zyskało wolność osobistą: nie mogli być już przedmiotem transakcji kupna i sprzedaży, zastawu i darowizny. Właściciele ziemscy stracili prawo do dowolnego przesiedlania i karania chłopów. Z kolei chłopi otrzymali prawo podejmowania aktywności przemysłowej i handlowej, zawierania umów, kształcenia się, zawierania związków małżeńskich, nabywania dóbr, przechodzenia do stanów mieszczańskiego i kupieckiego.
Obawiając się zamieszek, niekontrolowanych przemieszczeń całych grup chłopów, masowego porzucania przez nich pracy w rolnictwie i trudności z poborem podatków, władze rosyjskie przypisały chłopów do wiejskich wspólnot. Tylko one mogły wykupywać nadziały ziemi przekazywane chłopom przez dotychczasowych właścicieli. Gminy wydawały również zezwolenia na dłuższy wyjazd ze wsi. Legalne wystąpienie ze wspólnot wiązało się do 1893 r. ze skomplikowaną procedurą, zaś po tej dacie stało się całkowicie niemożliwe.

## Tło historyczne
Zdaniem Richarda Pipesa tendencje zmierzające ku likwidacji instytucji poddaństwa chłopów były zauważalne w Rosji już w II poł. XVIII wieku. Autor ten wskazuje, że zastrzeżenia co do poddaństwa mieli carowie Aleksander I i Mikołaj I, ich doradcy oraz czołowi politycy zarówno liberalni, jak i narodowo-konserwatywni. Najpowszechniejszym argumentem, jaki był z kolei wysuwany przez zwolenników utrzymania poddaństwa, było przekonanie, iż chłopi rosyjscy nie są gotowi do korzystania z wolności. Zdaniem Pipesa głównym powodem, dla którego do uwłaszczenia chłopów doszło dopiero po stu latach od uwidocznienia się tendencji abolicjonistycznych, była niechęć do rozdrażnienia właścicieli chłopów – 100 tys. rosyjskich posiadaczy. Zdaniem Lincolna w 1850 roku większość wykształconych Rosjan była skłonna do poparcia uwłaszczenia chłopów, nie wyobrażała sobie jednak, by taka decyzja mogła zapaść od razu. W guberniach bałtyckich emancypację chłopów przeprowadzono w latach 1816–1819. Mikołaj I uważał, że poddaństwo chłopów jest złem, jednak jego likwidacja zburzyłaby panujący w kraju pokój wewnętrzny.
O ostatecznym zniesieniu poddaństwa zdecydowały czynniki polityczne – po klęsce Rosji w wojnie krymskiej upadło powszechne przed nią przekonanie, jakoby samodzierżawie w istniejącej w Rosji formie było w stanie militarnie bronić kraju przed wrogami zewnętrznymi oraz niepokojami wewnętrznymi. Poczucie zwątpienia we własne siły skłoniło administrację carską do krytycznej oceny instytucji państwowej, co z kolei doprowadziło do wniosku, że poddaństwo jest zjawiskiem negatywnym. Pipes odrzuca wpływ czynników ekonomicznych na decyzję o uwłaszczeniu, twierdząc za Piotrem Struwe, że bezpośrednio przed zniesieniem poddaństwa oparty na nim system gospodarczy osiągał bardzo dobre wyniki.

## Proces przygotowywania reformy
Prace nad reformą uwłaszczeniową zostały zainicjowane w roku 1856, gdy car Aleksander II polecił ministrowi spraw wewnętrznych Siergiejowi Łanskiemu koordynację prac nad planowanymi zmianami w położeniu prawnym chłopów. W grudniu tego samego roku Łanskoj, nie chcąc samemu ponosić odpowiedzialności za tę kwestię, zasugerował carowi powołanie specjalnego komitetu. Aleksander II wprowadził radę w życie. Złożony z jedenastu osób sekretny komitet tworzyli wyłącznie właściciele ziemscy, generałowie, wysoka szlachta; sześciu członków posiadało po 1000 poddanych chłopów. Żaden z nich z kolei nie był specjalistą w zakresie gospodarki ani nie prowadził badań nad położeniem chłopów. Po pół roku pracy komitet zawnioskował o przeprowadzenie reformy uwłaszczeniowej w trzech etapach, z których pierwszy zakładał jedynie poprawę warunków życia chłopów bez nadawania im osobistej wolności. Moment rzeczywistego uwłaszczenia (etap trzeci) miał nastąpić w nieokreślonej odległej przyszłości.
W 1858 roku pracę nad reformą kontynuowały niezależnie od siebie sekretny komitet, Ministerstwo Spraw Wewnętrznych i odrębne komitety złożone z właścicieli chłopów powstałe za zachętą cara w różnych regionach Rosji. Na tym etapie prac właściciele ziemscy nie protestowali już przeciwko samej idei wyzwolenia chłopów, a jedynie uzgadniali jej warunki. Ostateczny projekt reformy powstał w 1860 roku.

## Treść reformy
Treść reformy została zawarta w Ustawie o włościanach uwolnionych od zależności poddańczej. Była ona w istocie zbiorem dwudziestu różnych dokumentów. Rolę wstępu dla całości odgrywał opublikowany 19 lutego 1861 roku (starego stylu, czyli 19 lutego?/3 marca 1861) manifest cesarza Aleksandra II. W manifeście zawarto konstatację, że własność gruntów pozostawała przy rosyjskich ziemianach, którzy z własnej woli przystają na ich wykup lub stałe użytkowanie przez chłopów. Podkreślano, że szlachta w legalny sposób stała się posiadaczem ziemi i odebranie jej bez odszkodowania byłoby aktem niesprawiedliwości. Z powodu obaw rządu, który spodziewał się wybuchu rozruchów, tekst został upubliczniony dopiero 5 marca 1861 roku, w pierwszy dzień wielkiego postu. Pierwsza publiczna lektura manifestu dla chłopów miała miejsce 7 marca we Włodzimierzu, ostatnia – 2 kwietnia w Kiszyniowie.
Na mocy ustawy począwszy od 5 marca 1861 roku chłopi przestali być traktowani jako własność właścicieli ziemskich, nie mogli być już przedmiotem transakcji kupna i sprzedaży, zastawu i darowizny. Właściciele stracili prawo do dowolnego przesiedlania i karania chłopów. Z kolei chłopi otrzymali prawo podejmowania aktywności przemysłowej i handlowej, zawierania umów, kształcenia się, zawierania związków małżeńskich, nabywania dóbr, przechodzenia do stanów mieszczańskiego i kupieckiego. W zakresie wybranych przestępstw cywilnych pozostawali jednak w jurysdykcji sądów wiejskich, orzekających na mocy prawa zwyczajowego, nadal płacili pogłówne i nie mieli prawa do dłuższego wyjazdu z dotychczasowego miejsca pobytu bez zgody gminy wiejskiej.
Właściciele ziemscy zostali zobowiązani do przekazania chłopom działki przyzagrodowej oraz nadziału gruntowego, za który chłopi mieli płacić czynsz lub odpracowywać go w postaci powinności pańszczyźnianych. Rozmiary nadziału ustalono odgórnie po dłuższych negocjacjach administracji państwowej z dotychczasowymi właścicielami chłopów, różniły się one w zależności od regionu. Chłop nie miał prawa zrezygnować z nadziału przed upływem dziewięciu lat; w tym okresie nazywany był „chłopem czasowo zobowiązanym”. Zasady odpracowywania nadziału miały regulować „listy umowne”, zawierane między właścicielami a wspólnotami gminnymi. Ustawa bezwarunkowo zezwalała chłopom na wykup zagrody, natomiast wykupienie nadziału do 1891 roku mogło mieć miejsce jedynie za zgodą właściciela ziemskiego (fakt ten sprawił, że znaczna część chłopów pozostawała „czasowo zobowiązanymi” i w ograniczonym stopniu mogła korzystać z gwarantowanej ustawą wolności osobistej). Wykup dokonywany był całą wspólnotą, nigdy indywidualnie. Państwo przekazywało właścicielom zadatek w wysokości 80% wartości nadziałów, sumę tę chłop spłacał w ciągu 49 lat. Pozostałe 20% musiał wypłacić lub odpracować sam. W 1891 roku, gdy zniesiono obowiązek zgody ziemianina na wykup nadziału, zlikwidowano również pojęcie „chłopów czasowo zobowiązanych”.
Obawiając się zamieszek, niekontrolowanych przemieszczeń całych grup chłopów, masowego porzucania przez nich pracy w rolnictwie i trudności z poborem podatków, władze rosyjskie przypisały chłopów do wiejskich wspólnot, które powstały w całym kraju, także w regionach, gdzie nie funkcjonowały wcześniej. Do 1893 roku chłopi mogli opuścić gminę po przejściu skomplikowanej procedury, która sprawiła, że tylko niewielka grupa skorzystała z tej możliwości. Po wymienionej dacie możliwość legalnego wystąpienia ze wspólnoty została całkowicie zlikwidowana.
Jak pisze Pipes:

Po 19 lutego 1861 roku sytuacja chłopa była więc niejednoznaczna. Co prawda uwolniony został od znienawidzonej władzy pana; dzięki temu najgorsza cecha poddaństwa zniknęła. Zarazem jednak pod wieloma względami pozostał odizolowany od reszty społeczeństwa i nadal był przywiązany do ziemi

## Skutki reformy
Postanowienia reformy uwłaszczeniowej były (obok m.in. niekontrolowanego wzrostu liczby ludności utrzymującej się z pracy na roli) jedną z przyczyn pogorszenia się sytuacji rosyjskiego chłopstwa w ostatnich dziesięcioleciach XIX wieku i na początku XX stulecia. Nałożone na chłopów opłaty za wykup ziemi w zestawieniu z podatkami okazały się zbyt dużym obciążeniem. W celu wydzierżawienia lub zakupu dodatkowej ziemi chłopi zaciągali kolejne pożyczki, których nie byli w stanie spłacać. Widząc tę tendencję, rząd w 1881 roku obniżył opłaty za wykup nadziałów o 25%, a w 1907 roku całkowicie anulował wszystkie zaległości pieniężne z tego tytułu. Nie mogło to jednak odwrócić wszystkich negatywnych skutków zadłużenia wsi. Ponadto instytucja gminy wiejskiej utrudniła popularyzowanie się wśród chłopów postawy przedsiębiorczości i dążeń do inwestycji we własny grunt (chłopi zdawali sobie sprawę, że w razie nowego podziału ziemi mogą go stracić). Szczegółowe ustalenia regulujące pozycję społeczną chłopów sprawiły z kolei, że nie wykształciła się wśród nich świadomość obywatelska ani chęć uczestnictwa w życiu społecznym. Wreszcie zachowanie własności większości łąk i lasów w rękach właścicieli doprowadziło do stałych zatargów między nimi a chłopstwem (chłopi pańszczyźniani korzystali z łąk i lasów w sposób nieograniczony) i wprowadziło brak równowagi do gospodarki rolnej.
Reforma uwłaszczeniowa została negatywnie przyjęta przez rosyjskie ziemiaństwo. Ogólnie jednak jej odbiór, bezpośrednio po ogłoszeniu, był w Rosji pozytywny. Jedynie najradykalniejsze organizacje polityczne twierdziły, że uwłaszczenie chłopów powinno odbyć się bez nakładania na nich jakichkolwiek opłat za ziemię.